# Rosalie Hale
Rosalie Lilian Hale est un personnage de fiction de la saga Twilight de Stephenie Meyer.

## Description
Rosalie est blonde, elle a un visage d'ange et un corps de rêve. Elle a un caractère bien trempé. Elle possède également une BMW M3 rouge (dans le livre uniquement) et une Mercedes décapotable rouge (uniquement dans le film).
Selon la manière dont le clan est présenté publiquement, elle est la jumelle de Jasper, et a été comme lui adoptée par le docteur Carlisle Cullen et sa femme Esmée Cullen.
En réalité, elle fait partie des vampires créés par Carlisle, qui à son exemple ne boivent pas de sang humain. Elle considère Esmée et Carlisle comme ses parents et les autres vampires de la famille (sauf Emmett) comme ses frères et sœurs.
Elle est l'éternelle fiancée d'Emmett Cullen, qui fait partie de l'autre fratrie censée avoir été adoptée par le couple Cullen. Elle se marie régulièrement avec lui. On décrit leurs rapports sexuels comme très violents et bestiaux. Elle est très amoureuse d'Emmett et est très protectrice envers lui. En effet, dans Hésitation, elle a pris le risque de se battre contre Paul,un des loups de la meute, qui voulait lui-même attaquer Emmett.
Bella qualifie Rosalie de « plus belle personne du monde ». Ce n'est pas nécessairement une exagération, car Rosalie était la reine de beauté de sa ville quand elle était humaine, et la transformation en vampire donne une beauté surhumaine. Les deux effets se conjuguant, Rosalie est plus belle qu'aucun humain ou vampire connu. Malgré son incroyable beauté, Rosalie reste jalouse de Bella car elle envie son existence humaine. Rosalie aurait voulu avoir des enfants mais n’eut plus la possibilité dès l’instant où elle fut transformée en vampire.

## Rôle dans la saga
Dans le premier tome, Fascination, Rosalie ne joue pas un rôle important. Elle se montre amère envers Bella Swan, et hésite à exécuter les ordres de Carlisle visant à protéger Bella.
On apprend plus tard (d'une part lors de sa confession dans le tome 3, d'autre part dans les chapitres publiés de Midnight Sun) un autre point de vue sur les événements du premier tome que sa froideur était une jalousie, le motif qu'Edward donne volontiers étant qu'elle est jalouse de Bella pour avoir trouvé l'amour en restant humaine, celui qui était plus délicat à révéler étant qu'elle est vexée qu'Edward tombe amoureux de Bella alors qu'il s'était montré indifférent à son charme.
Dans le deuxième tome, Tentation, elle commet l'erreur d'annoncer à Edward la vision d'Alice. Elle est ainsi à l'origine de la tentative de suicide d'Edward en Italie.
Dans le troisième tome, Hésitation, elle diminue fortement son antagonisme envers Bella en se confiant à elle. Au fil du temps, elle la considère comme sa sœur et un membre essentiel de la famille Cullen.
Dans le quatrième tome, Révélation, elle est d'abord la seule membre de la famille à s'opposer au fait de forcer Bella à avorter. Les autres membres de la famille comprennent qu'ils ne pourront donc procéder, sauf à neutraliser Rosalie — et Emmett et Esmée (du côté de Rosalie) l'aideraient si Edward utilisait la force contre elle. C'est Rosalie qui s'occupe de Renesmée pendant la transformation de Bella. Elle déteste Jacob Black durant toute l'histoire.
Ce revirement découle en fait des motivations de Rosalie. En effet, dans le troisième tome, elle confie à Bella qu'elle était jalouse d'elle parce qu'elle est humaine, en particulier parce que sa vie de vampire la prive de la possibilité d'avoir des enfants. Même si elle avait cessé de détester Bella, elle lui confia qu'elle lui en voudrait d'abdiquer volontairement son humanité, alors que Rosalie n'a pas eu le choix, et serait morte sinon. Quand Bella se retrouva enceinte, Edward décida immédiatement de demander à Carlisle de l'avorter, de peur que porter un enfant vampire ne tue Bella. Bella se confia à Rosalie, devinant que, guidée par son propre désir d'enfant, Rosalie l'aiderait à conserver son enfant coûte que coûte. Rosalie reste près de Bella, même après sa transformation en vampire, permettant à sa jalousie de se dissiper peu à peu. Elle va s'occuper de nourrir Renesmée de sang humain car Bella ne peut contrôler ses pulsions de vampire nouveau-née et pourrait donc blesser ou même tuer sa fille.

## Passé
Rosalie a toujours été consciente d'être incroyablement belle. Ses parents, les premiers, l'ont traitée comme une princesse, réalisant le potentiel du physique de la jeune fille. Habituée à être au centre de l'attention et à être désirée de tous les hommes, elle est extrêmement vaniteuse et égocentrique. Elle rêve pourtant de choses simples, se marier et avoir des enfants. Elle est d'ailleurs extrêmement jalouse de sa meilleure amie Vera, qui elle est déjà mariée et mère.
L'année de ses dix-huit ans, ses parents l'encouragent à rencontrer Royce King Jr, le fils du banquier de la ville et un homme très puissant. Il tombe, bien sûr, sous son charme et la demande en mariage. Elle accepte, amoureuse de l'image de couple qu'elle forme avec lui, beaux, riches et puissants. Un soir de 1933, Royce et quatre de ses amis saouls, l'agressent en pleine rue, la violent et la laissent pour morte. Elle sera retrouvée agonisante par Carlisle Cullen. Elle aurait perdu la vie sans l'intervention de Carlisle, qui la transforme en vampire pour la sauver. Elle se vengera de ses agresseurs en les tuant un par un, sans jamais boire leur sang, et en terminant par Royce pour mettre en scène son meurtre et le terrifier.
En 1935, alors qu'elle est encore un très jeune vampire, Rosalie découvre un jeune homme, Emmett, blessé à mort par un ours dans les bois. L'homme lui rappelant le fils de son amie Vera, elle prend la décision de le sauver. C'est une preuve de son incroyable volonté, car elle réussira non seulement à résister au sang qu'il perd mais aussi à le porter sur cent cinquante kilomètres pour le ramener à Carlisle, se pensant incapable d'effectuer elle-même la transformation. Emmett deviendra par la suite son époux, qu'elle épouse environ tous les dix ans.
Rosalie est la seule des Cullen à vraiment détester sa condition de vampire, avec Edward, car elle ne supporte pas l'idée de ne jamais pouvoir avoir d'enfant, tout le contraire de son mari Emmett qui est pleinement satisfait d'en être un. Malgré le fait qu'elle ait tué sept personnes (ses cinq agresseurs et deux gardes chargés de la protection de Royce), elle n'a jamais goûté au sang humain, comme Carlisle.